# 濱本浩

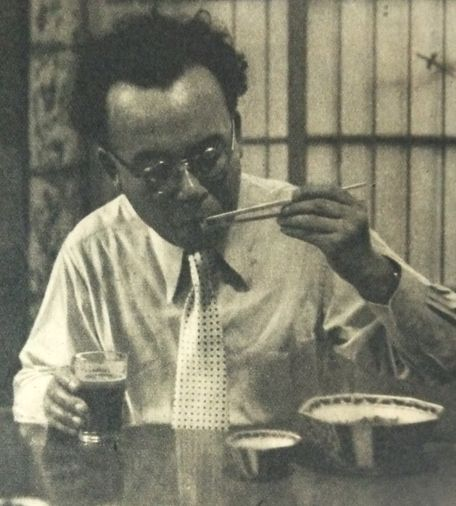
1953年

濱本 浩（はまもと ひろし、1890年（明治23年）8月14日 - 1959年（昭和34年）3月12日）は、日本の作家。
愛媛県松山市生まれ。1897年、父親の転勤により高知県土佐郡に転居。1909年同志社中学部中退後に上京し、博文館の『中学世界』訪問記者となる。1913年、土陽新聞記者、高知新聞記者となる。1919年、山本実彦の誘いで改造社に入り、京都帝国大学担当記者となる。谷崎潤一郎の担当編集者として知遇を得、1932年に改造社を退社して作家活動に入り、1934年「十二階下の少年達」で注目される。1935-1937年の第1回から第7回までの直木賞候補（長谷川幸延と最多記録タイ）。1938年「浅草の灯」で第1回新潮社文芸賞第二部大衆文芸賞を受賞。1942年には海軍報道班員としてラバウルに渡り、帰国後は各地で銃後についての講演を行った。中間小説、時代小説で活躍した。墓所は小平霊園(13-37-1)。

## 著書
- 『十二階下の少年達』竹村書房、1934年9月。
- 『浜本浩篇』非凡閣〈新選大衆小説全集 22巻〉、1935年2月。
- 『恋の決死隊』第百書房、1935年11月。NDLJP:1100020。
- 『朝風の歌・都会の虹』アトリエ社〈新鋭大衆小説全集 第5巻〉、1936年9月。
- 『裏街の乾杯』春陽堂書店〈日本小説文庫〉、1937年4月。
- 『浅草の灯』新潮社、1938年2月。
- 『錦旗揚らば』興亜書房、1939年3月。
- 『山岳武士』輝文館、1941年3月。
- 『五月の花』輝文館、1941年6月。NDLJP:1133313。
- 『江藤新平』興風館、1941年6月。
- 『御一新』奥川書房、1941年9月。
- 『坂本龍馬』大都書房、1941年11月。
- 『烽火』博文館〈小説選集〉、1941年11月。
- 『高原列車』輝文館、1941年。
- 『こほろぎ草紙』淡海堂出版部、1942年1月。
- 『海峡』紫文閣、1942年2月。
- 『旅順』六興商會出版部、1942年2月。
- 『花暦』婦女界社、1942年3月。
- 『青い野葡萄』淡海堂出版、1942年3月。
- 『湖畔の英雄』東光堂、1942年4月。
- 『静かな十六夜』文松堂、1942年8月。NDLJP:1032591。
- 『南方船』八紘社杉山書店、1942年9月。
- 『選ばれた男』大白書房、1942年12月。
- 『海援隊』新太陽社、1943年5月。
- 『五日間の教へ子』十二月堂書店、1943年。
- 『浅草の灯』コバルト社、1946年9月。
  - 『浅草の灯』（再版）コバルト社、1946年12月。NDLJP:1133310。
- 『不良少年』江戸書院、1947年3月。
- 『土佐のカルメン』自由書房、1947年。
- 『オペラ役者』六月社、1947年9月。
- 『浅草の灯』田園社、1949年7月。
- 『浅草の肌』毎日新聞社、1949年10月。
- 『長篇小説 天国と地獄』世間書房、1949年。
- 『浅草の灯・浅草の肌・劇団パンドラ座』大日本雄弁会講談社〈長篇小説名作全集 20〉、1950年10月。
- デュマ『巌窟王』あかね書房〈世界名作物語選書〉、1951年5月。
- 『石に咲く花』北辰堂、1952年2月。
  - 『婦人警官の冒険』（改題改版）北辰堂〈傑作小説選〉、1952年。
- 『夜明け音頭』同光社磯部書房、1952年4月。
- 『浅草の鬼』北辰堂、1955年8月。
- 『私の名は女』東方社、1955年10月。
- 『浅草無宿』東方社〈東方新書〉、1956年1月。
- 『嵐の中の恋人達』東方社、1956年1月。
- 『浅草の灯』東方社〈東方新書〉、1956年4月。
- 『火だるま大佐』日本週報社、1957年11月。
- 『山岳党秘聞』文祥社、1958年。
- 『群司次郎正・片岡鐵兵・濱本浩・北村小松・藤澤桓夫集』講談社〈大衆文学大系 23〉、1973年3月。
- 『高知』ぎょうせい〈ふるさと文学館 第45巻〉、1993年12月。
- 『濱本浩』高知新聞社〈高知県昭和期小説名作集 第4巻〉、1995年7月。